# 100 legend Football League
100 legend Football League to lista „100 legendarnych piłkarzy” stworzona przez The Football League w 1998 roku dla uczczenia setnego sezonu rozgrywek piłkarskich w Anglii. Pod uwagę brano wszystkich graczy, którzy kiedykolwiek grali w Football League lub Premier League, niezależnie od ich narodowości.

## 100 legend
Źródło: BBC Sport.
| Imię i nazwisko    | Kluby Football League | Kariera   |
| ------------------ | --- | --------- |
| Billy Bassett      | West Bromwich Albion | 1888–1890 |
| Archie Hunter      | Aston Villa | 1888–1891 |
| John Goodall       | Preston North End, Derby County, New Brighton Tower, Glossop North End                                                                      | 1888–1904 |
| Steve Bloomer      | Derby County, Middlesbrough | 1892–1915 |
| Billy Meredith     | Northwich Victoria, Manchester City, Manchester United                                                                                      | 1893–1925 |
| Bob Crompton       | Blackburn Rovers | 1896–1921 |
| William Foulke     | Sheffield United, Chelsea F.C., Bradford City                                                                                               | 1894–1908 |
| Alf Common         | Sunderland, Sheffield United, Middlesbrough, Arsenal F.C., Preston North End                                                                | 1900–1915 |
| Sam Hardy          | Chesterfield, Liverpool, Aston Villa, Nottingham Forest                                                                                     | 1902–1926 |
| Bill McCracken     | Newcastle United | 1904–1924 |
| Viv Woodward       | Tottenham Hotspur, Chelsea F.C. | 1908–1915 |
| Clem Stephenson    | Aston Villa, Huddersfield Town | 1910–1930 |
| Charles Buchan     | Sunderland, Arsenal F.C. | 1910–1929 |
| Elisha Scott       | Liverpool | 1912–1934 |
| Dixie Dean         | Tranmere Rovers, Everton, Notts County | 1923–1939 |
| George Camsell     | Durham City, Middlesbrough | 1924–1939 |
| Hughie Gallacher   | Newcastle United, Chelsea F.C., Derby County, Notts County, Grimsby Town, Gateshead                                                         | 1925–1939 |
| Harry Hibbs        | Birmingham, Bristol City | 1925–1939 |
| Alex James         | Preston North End, Arsenal F.C. | 1925–1938 |
| Eddie Hapgood      | Arsenal F.C. | 1927–1939 |
| Cliff Bastin       | Exeter City, Arsenal F.C. | 1927–1948 |
| Wilf Copping       | Leeds United, Arsenal F.C. | 1930–1939 |
| David Jack         | Plymouth Argyle, Bolton Wanderers, Arsenal F.C.                                                                                             | 1930–1935 |
| Stanley Matthews   | Stoke City, Blackpool | 1931–1966 |
| Ted Drake          | Southampton, Arsenal F.C. | 1931–1939 |
| Joe Mercer         | Everton, Arsenal F.C. | 1932–1954 |
| Raich Carter       | Sunderland, Derby County, Hull City | 1932–1953 |
| Peter Doherty      | Blackpool, Manchester City, Derby County, Huddersfield Town, Doncaster Rovers                                                               | 1933–1954 |
| Frank Swift        | Manchester City | 1933–1951 |
| Tommy Lawton       | Burnley, Everton, Chelsea F.C., Notts County, Brentford, Arsenal F.C.                                                                       | 1935–1957 |
| Wilf Mannion       | Middlesbrough, Hull City | 1936–1956 |
| George Hardwick    | Middlesbrough, Oldham Athletic | 1937–1956 |
| Johnny Carey       | Manchester United | 1937–1954 |
| Stan Mortensen     | Blackpool, Hull City, Southport | 1938–1958 |
| Neil Franklin      | Stoke City, Hull City, Crewe Alexandra, Stockport County                                                                                    | 1946–1958 |
| Trevor Ford        | Swansea City, Aston Villa, Sunderland, Cardiff City, Newport County                                                                         | 1946–1961 |
| Nat Lofthouse      | Bolton Wanderers | 1946–1961 |
| Tom Finney         | Preston North End | 1946–1960 |
| Alf Ramsey         | Southampton, Tottenham Hotspur | 1946–1955 |
| Len Shackleton     | Bradford (Park Avenue), Newcastle United, Sunderland                                                                                        | 1946–1958 |
| Jimmy Dickinson    | Portsmouth | 1946–1965 |
| Arthur Rowley      | West Bromwich Albion, Fulham, Leicester City, Shrewsbury Town                                                                               | 1946–1965 |
| Billy Liddell      | Liverpool | 1946–1961 |
| Billy Wright       | Wolverhampton Wanderers | 1946–1959 |
| Jackie Milburn     | Newcastle United | 1946–1957 |
| John Charles       | Leeds United, Cardiff City | 1948–1966 |
| Ivor Allchurch     | Swansea Town, Newport County, Cardiff City, Newcastle United                                                                                | 1948–1968 |
| Danny Blanchflower | Barnsley, Aston Villa, Tottenham Hotspur | 1948–1964 |
| Bert Trautmann     | Manchester City | 1949–1964 |
| Jimmy McIlroy      | Burnley, Stoke City, Oldham Athletic | 1950–1968 |
| Tommy Taylor       | Barnsley, Manchester United | 1950–1958 |
| Cliff Jones        | Swansea Town, Tottenham Hotspur, Fulham | 1952–1970 |
| Johnny Haynes      | Fulham | 1952–1970 |
| Duncan Edwards     | Manchester United | 1953–1958 |
| Jimmy Armfield     | Blackpool | 1954–1971 |
| Terry Paine        | Southampton, Hereford United | 1956–1977 |
| Bobby Charlton     | Manchester United, Preston North End | 1956–1975 |
| Jimmy Greaves      | Chelsea F.C., Tottenham Hotspur, West Ham United                                                                                            | 1957–1971 |
| Denis Law          | Huddersfield Town, Manchester City, Manchester United                                                                                       | 1956–1974 |
| Gordon Banks       | Chesterfield, Leicester City, Stoke City | 1958–1973 |
| Dave Mackay        | Tottenham Hotspur, Derby County, Swindon Town                                                                                               | 1958–1972 |
| Bobby Moore        | West Ham United, Fulham | 1958–1977 |
| Alan Mullery       | Fulham, Tottenham Hotspur | 1958–1976 |
| Geoff Hurst        | West Ham United, Stoke City, West Bromwich Albion                                                                                           | 1959–1976 |
| Nobby Stiles       | Manchester United, Middlesbrough, Preston North End                                                                                         | 1959–1974 |
| Johnny Giles       | Manchester United, Leeds United, West Bromwich Albion                                                                                       | 1959–1977 |
| Billy Bremner      | Leeds United, Hull City, Doncaster Rovers                                                                                                   | 1959–1982 |
| Frank McLintock    | Leicester City, Arsenal F.C., Queens Park Rangers                                                                                           | 1959–1977 |
| Alex Young         | Everton, Stockport County | 1960–1969 |
| Martin Peters      | West Ham United, Tottenham Hotspur, Norwich City, Sheffield United                                                                          | 1960–1981 |
| Tommy Smith        | Liverpool, Swansea City | 1962–1979 |
| Norman Hunter      | Leeds United, Bristol City, Barnsley | 1962–1983 |
| Pat Jennings       | Watford, Tottenham Hotspur, Arsenal F.C. | 1962–1985 |
| Alan Ball          | Blackpool, Everton, Arsenal F.C., Southampton, Bristol Rovers                                                                               | 1962–1984 |
| Colin Bell         | Bury, Manchester City | 1963–1979 |
| George Best        | Manchester United, Stockport County, Fulham, Bournemouth                                                                                    | 1963–1983 |
| Peter Shilton      | Leicester City, Stoke City, Nottingham Forest, Southampton, Derby County, Plymouth Argyle, Bolton Wanderers, West Ham United, Leyton Orient | 1965–1997 |
| Ray Clemence       | Scunthorpe United, Liverpool, Tottenham Hotspur                                                                                             | 1965–1988 |
| Malcolm MacDonald  | Fulham, Luton Town, Newcastle United, Arsenal F.C.                                                                                          | 1968–1977 |
| Kevin Keegan       | Scunthorpe United, Liverpool, Southampton, Newcastle United                                                                                 | 1968–1984 |
| Trevor Francis     | Birmingham City, Nottingham Forest, Manchester City, Queens Park Rangers, Sheffield Wednesday                                               | 1970–1995 |
| Graeme Souness     | Middlesbrough, Liverpool | 1972–1984 |
| Liam Brady         | Arsenal F.C., West Ham United | 1973–1990 |
| Glenn Hoddle       | Tottenham Hotspur, Swindon Town, Chelsea F.C.                                                                                               | 1974–1996 |
| Bryan Robson       | West Bromwich Albion, Manchester United, Middlesbrough                                                                                      | 1974–1997 |
| Alan Hansen        | Liverpool | 1977–1990 |
| Kenny Dalglish     | Liverpool | 1977–1990 |
| Gary Lineker       | Leicester City, Everton, Tottenham Hotspur                                                                                                  | 1978–1993 |
| Ian Rush           | Chester City, Liverpool, Leeds United, Newcastle United                                                                                     | 1978–1998 |
| Osvaldo Ardiles    | Tottenham Hotspur, Blackburn Rovers, Queens Park Rangers, Swindon Town                                                                      | 1978–1990 |
| Neville Southall   | Bury, Port Vale, Everton, Torquay United, Stoke City                                                                                        | 1980–1998 |
| Paul McGrath       | Manchester United, Aston Villa, Derby County                                                                                                | 1981–1998 |
| John Barnes        | Watford, Liverpool, Newcastle United | 1981–1998 |
| Tony Adams         | Arsenal F.C. | 1983–2002 |
| Paul Gascoigne     | Newcastle United, Tottenham Hotspur, Middlesbrough, Everton, Burnley                                                                        | 1984–2004 |
| Alan Shearer       | Southampton, Blackburn Rovers, Newcastle United                                                                                             | 1987–2006 |
| Ryan Giggs         | Manchester United | 1990-2014 |
| Éric Cantona       | Leeds United, Manchester United | 1991–1997 |
| Peter Schmeichel   | Manchester United, Aston Villa, Manchester City                                                                                             | 1991–2003 |
| Dennis Bergkamp    | Arsenal F.C. | 1995–2006 |